# Estadio La Ciudadela
El Estadio San Martín de Tucumán, conocido popularmente como La Ciudadela, es un recinto deportivo propiedad del club homónimo, ubicado en la ciudad de San Miguel de Tucumán, Argentina. Situado en el barrio de Ciudadela, este estadio cuenta con una capacidad para 25 500 espectadores.

## Historia
San Martín fue el primer campeón de la Federación Tucumana de Fútbol, en 1919. La popularidad ganada con ello lo llevó a construir un estadio inaugurado en 1924. Sin embargo los malos resultados deportivos y la acumulación de deudas obligaron al club a vender el estadio en 1929.
En 1930 después de la mala experiencia vivida; socios y dirigentes más unidos que nunca, bajo la presidencia del Ing. Mario Bron compran el inmueble de Av. Pellegrini y Bolívar, terreno en el que se levanta actualmente el estadio. Dos años más tarde y ya bajo la presidencia de Francisco San Juan se lo inaugura, precisamente un 24 de marzo de 1932, donde disputó un Match internacional frente al Team Uruguay Postal de Montevideo, ese día se hicieron presentes el gobernador de la provincia Juan Luis Nougués y las autoridades correspondientes de la Federación Tucumana de Fútbol; por entonces el predio contaba con una coqueta tribuna oficial metálica, exclusiva para los asociados y dirigentes, también se trajo desde el Primer Estadio de Alberdi y Bolívar la vieja tribuna de madera, que se la ubicó en el sector de Av. Pellegrini.
El estadio fue denominado La Ciudadela, nombre con múltiples significados, pues ese era el nombre que llevaba la fortaleza instalada en ese punto desde la época colonial, razón por la cual así fue llamado el barrio; también fue en esos terrenos donde se disputó en 1812 la Batalla de Tucumán, decisiva para la Independencia de Argentina; finalmente el club y sus simpatizantes asumieron la idea de que el estadio, debía ser un "fortín" o "ciudadela", en la que el equipo resultara invencible.
Durante la presidencia de Ernesto García Soaje San Martín creció a pasos agigantados y sobre todo en lo que a obras en el estadio se refiere, llevándose se capacidad de 12 000 personas a 20 000 a fines de 1968. Este hecho permitía por su comodidad lograr una mayor concurrencia de espectadores y por ende que las recaudaciones fueran aumentando permanentemente.
Desde el instante mismo en que el Ingeniero Natalio Mirkin asumía la presidencia del club en 1973 se comprometió a continuar los ambiciosos planes tendientes a dotar al estadio de mayores comodidades. Es así que se decide encarar la ampliación de las tribunas populares sobre calles Rondeau y Avenida Pellegrini y, en agosto de 1976, se inaugura la ampliación sobre el sector sur que daban cabida a 4500 personas, con lo que el estadio tenía ya una capacidad de 21 500 espectadores.
Además de jugar de local San Martín, en la Ciudadela anualmente se juega la final de la Liga Tucumana.